# Baxt
Baxt (uzb. cyr.: Бахт; ros.: Бахт, Bacht) – miasto we wschodnim Uzbekistanie, w wilajecie syrdaryjskim, w tumanie Sirdaryo. W 1989 roku liczyło ok. 10 tys. mieszkańców. Ośrodek przemysłu włókienniczego, odzieżowego i spożywczego.

## Historia
Miejscowość została założona w 1899 roku jako osada przy mijance nr 121 na linii Kolei Środkowoazjatyckiej. W 1916 roku przy mijance powstała stacja kolejowa Wielikoaleksiejewskaja, nazwana na cześć ówczesnego następcy rosyjskiego tronu, cesarzewicza Aleksego Mikołajewicza. Obok stacji rozwinęło się osiedle o nazwie Wielikoaleksiejewskij, które w 1963 roku przemianowano na Baxt (z uzb. dosł. „szczęście”). W 1980 miejscowość otrzymała prawa miejskie.